# De Fransche Kamp
De Fransche Kamp is een voormalig militair kamp en een kampeerterrein in natuurreservaat Fransche Kampheide in de Nederlandse provincie Noord-Holland. Het ligt ten zuidwesten van Bussum, nabij de Fransche Kampweg.

## Geschiedenis
Tot 2015 werd aangenomen dat het gebied zijn naam te danken had aan de Franse belegering van Naarden in 1672. Er was echter geen aantoonbaar bewijs dat op die plek toen Franse troepen gelegerd waren. Een andere aanname was dat 'kamp' duidde op een ontginning van 'woeste grond'.
In 2012 werden door amateur-archeologen van de AWN-afdeling Naerdinklandt in gekapte bospercelen verschillende militaire voorwerpen gevonden: kogels, munten, en drie militaire knopen en een messing appliqué van een sjako met de regimentsaanduiding ‘3’. Er kwamen kwamen aanwijzingen dat het uit archieven bekende 'kamp bij Naarden' en het Fransche Kamp bij Bussum hetzelfde zouden zijn.
In 2015 werden op luchtopnames van het Actueel Hoogtebestand Nederland (AHN) kookkuilen, uitgegraven waterputten en verhogingen voor tenten ondekt. Ook was er een omwalling te zien van een 'garde du camp' (bewakingspost). Deze verhoging in de vorm van een lunet was ook ingetekend op een oude kaart. De luchtopnames toonden verder drie grote kuilen van anderhalve meter diep en acht meter doorsnede die mogelijk als waterput dienden. Verder waren er op een bijna kilometer lange lijn ruim veertig omwalde kookkuilen met een doorsnede van ruim vijf meter te zien.

### Stelling
In de periode tussen 1915 en 1918 werd een infanteriestelling aangelegd, bestaande uit dertien grote bunkers en tweeëntwintig kleine. De kleinere bunkers (type I) lagen in de voorste verdedigingslinie en de bunkers type II daarachter. Ze waren door loopgraven onderling verbonden.
In de Tweede Wereldoorlog werd stelling dichtgestort met zand om te voorkomen dat de geallieerden ze bij hun opmars zouden gebruiken. In 2011 werd een van de bunkers aan de buitenzijde gedeeltelijk uitgegraven.

### Kampeerterrein
In 1932 kocht de gemeente Amsterdam het terrein van de vereniging van Erfgooiers om er een kampeerterrein op te vestigen. Het beheer van het terrein was van 1932 tot 1989 in handen van het Goois Natuurreservaat. Vooral minvermogende hoofdstedelingen kwamen er voor vakantie. Veel mensen stonden er de hele zomer; na 1945 gingen Amsterdamse kinderen zelfs in Bussum naar school.
De Fransche Kamp is in de eenentwintigste eeuw nog steeds bezet met caravans, tenten, woonwagens en zomerhuisjes. Trekkers kunnen met tenten overnachten. Sinds 1989 beheert de 'Stichting tot Behoud en Beheer van seizoenkampeerterrein "De Fransche Kamp"' het gebied.

## Afbeeldingen

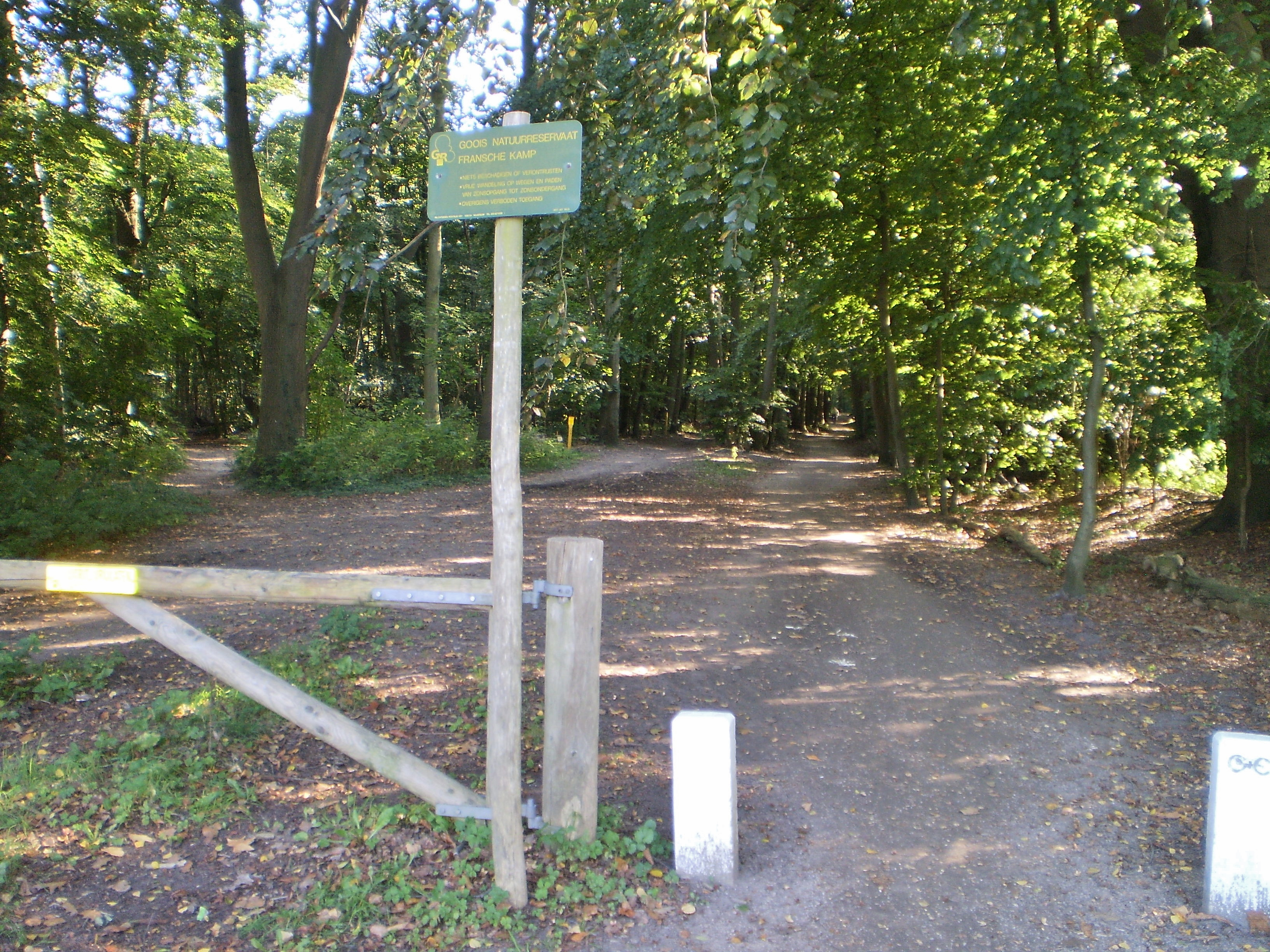
Toegang aan de noordzijde vanaf de Fransche Kampweg
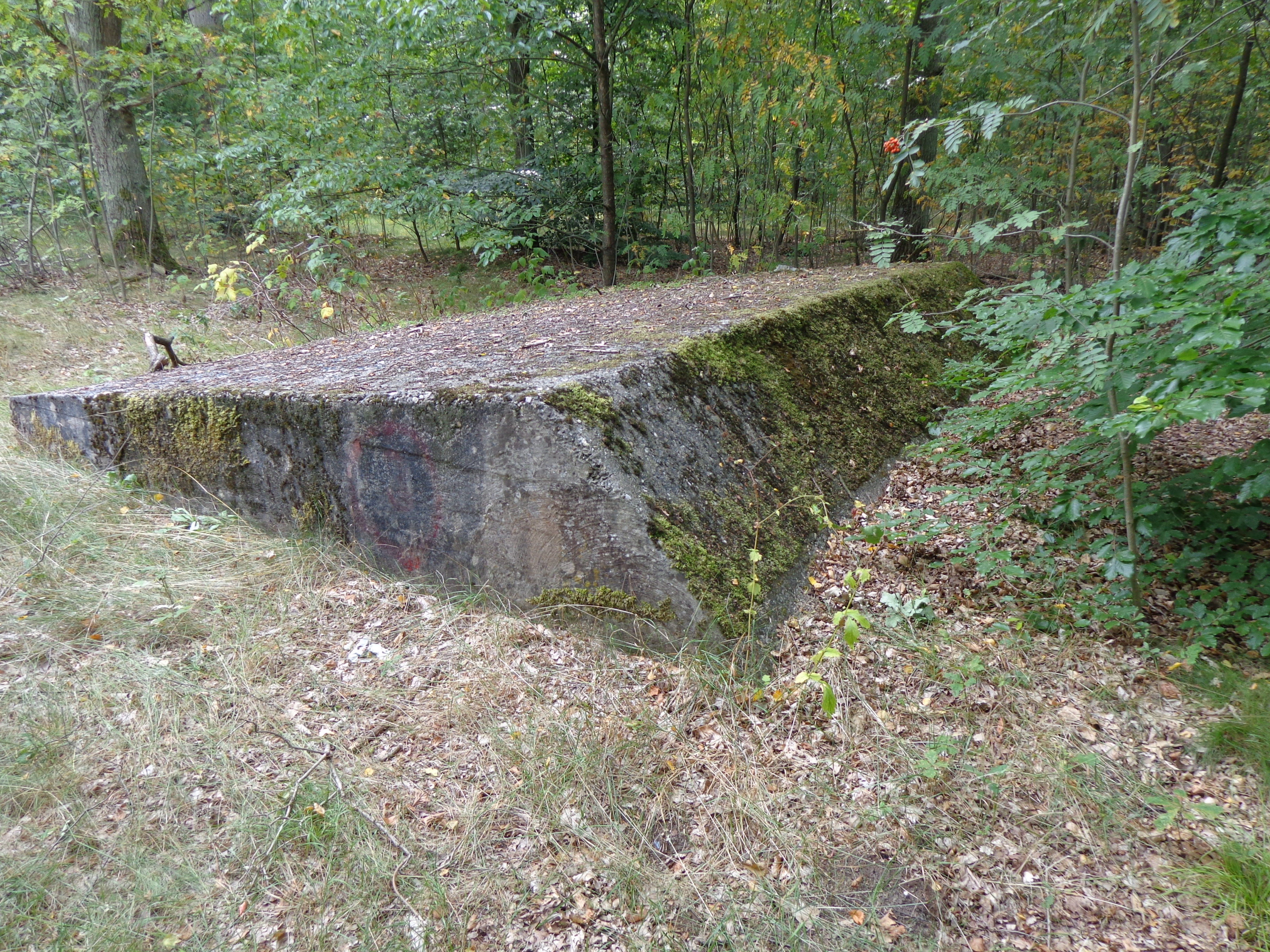
Schuilplaatsen type I
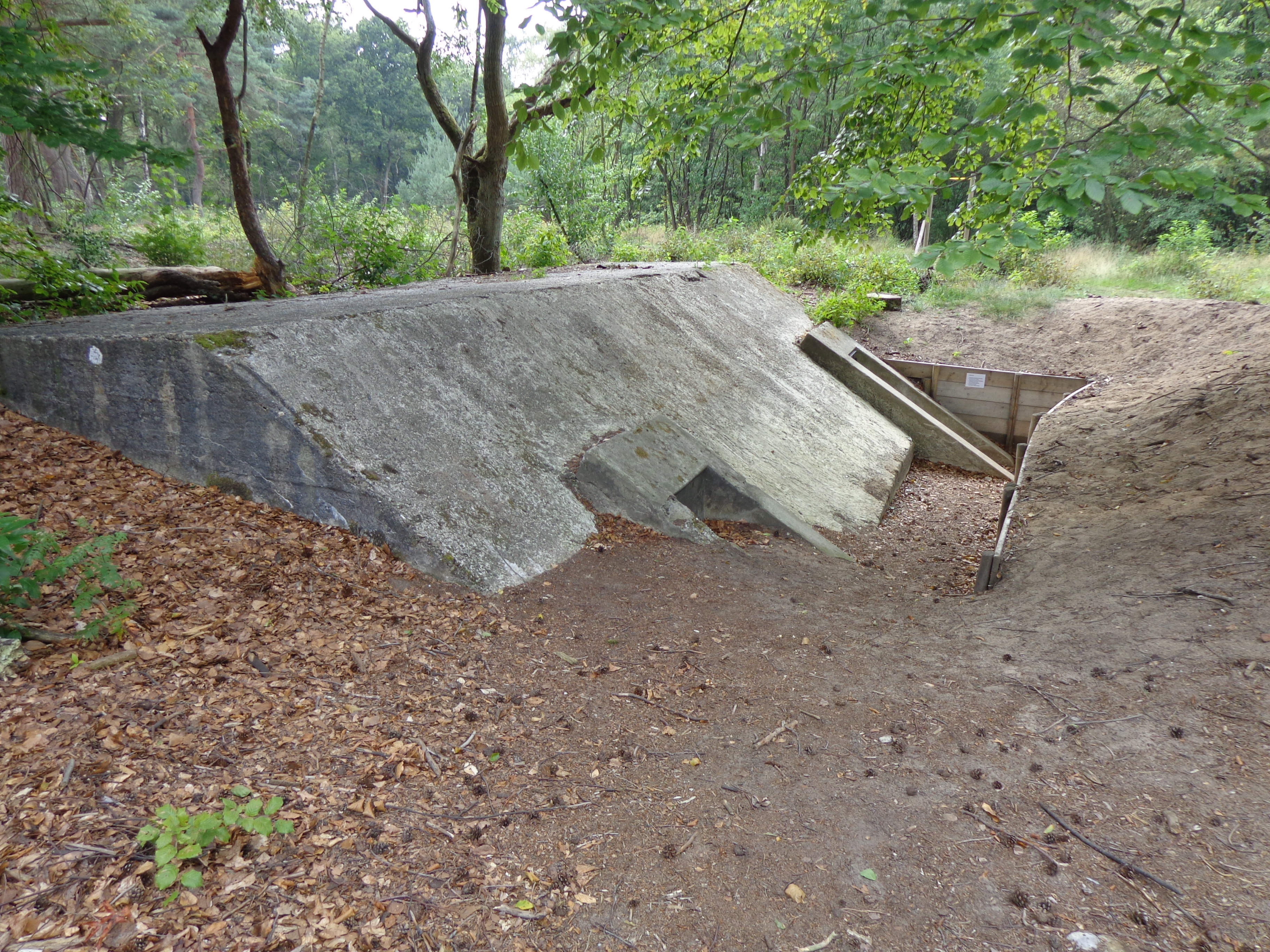
Schuilplaatsen type II

Brediuskwartier ·
Bussum-Zuid ·
Centrum ·
Franse Kamp ·
Het Spiegel ·
Hooftlaan ·
Landstraat-Noord ·
Ooster Eng ·
Oude Dorp ·
Prins Hendrikpark ·
Wester Eng